# Повна історія моїх сексуальних поразок
«Повна історія моїх сексуальних поразок» — кінофільм режисера Кріса Уейта, що вийшов на екрани в 2008 році.

## Зміст
Кріс Уейт - класичний невдаха. Його кидають всі його дівчата. І тепер він твердо має намір з'ясувати, чому це відбувається. Кріс з камерою і мікрофоном в руках вирушає брати інтерв'ю у всіх своїх «колишніх». Його цікавить головне питання: «Що зі мною не так?»

## Ролі
| Актор           | Роль |
| --------------- | ---- |
| Даніель МакЛеод | -    |
| Олівія Тренч    | -    |
| Кріс Вейт       | -    |
| Гіларі Вейт     | -    |

## Знімальна група
- Режисер — Кріс Вейт
- Сценарист — Кріс Вейт
- Продюсер — Мері Бурк, Робін Гатч, Марк Герберт
- Композитор — Кріс Вейт Колвін